# John Day (Erfinder)
John Day (* unbekannt; † 22. Juni 1774) war ein englischer Wagner und Erfinder. Er ist der erste überlieferte Tote durch ein Unglück mit einem Unterseeboot. 

## Leben
Day baute mit finanzieller Unterstützung von Christopher Blake, einem englischen Glücksspieler, ein selbstkonstruiertes Tauchboot ohne Antrieb. Er baute dazu eine Schaluppe mit 50 Tonnen Wasserverdrängung durch Überbau mit einer Holzkonstruktion um. An der Schaluppe wurden 10 Tonnen Ballast befestigt und dann noch zwei Mal 10 Tonnen, welche abgeworfen werden konnten. Helfer sollten, nachdem das Boot verschlossen worden war, weitere 20 Tonnen Ballast auf das Boot laden.
Day wettete mit Blake, dass er mit seinem Boot auf eine Tiefe von 100 Fuß (rund 30,5 Meter) tauchen könne und dort in seinem Boot bis zum Auftauchen zwölf Stunden verweilen könne.
Am 22. Juni 1774 wurde das Boot vor Plymouth zu Wasser gelassen. Day ging mit einer Kerze, Wasser und Keksen an Bord. Das Boot war mit einer Hängematte für den Passagier ausgestattet. Nachdem das Boot verschlossen war, wurden die Gewichte aufgeladen und das Boot versank für immer in der Tiefe. Day hatte sich bei der Berechnung der Trimmung völlig geirrt. Dieser Vorfall war der erste überlieferte tödliche Unfall mit einem Tauchboot.